# 皮德利斯內 (喬爾特基夫區)
49°10′6″N 24°54′8″E / 49.16833°N 24.90222°E
皮德利斯內（羅馬化：Pidlisne）是位於烏克蘭西部特諾皮爾州喬爾特基夫區的村莊，始建於1803年，面積2.97平方公里，2001年人口1,448，人口密度每平方公里150.8人。